# Pyrinia ardysaria
Pyrinia ardysaria es una especie de polilla de la familia Geometridae. La especie fue descrita por primera vez por Francis Walker habiendo sido descrita en 1860, con distribución en Río de Janeiro, Brasil.